# Relaksacja Debye’a
Relaksacja Debye’a – modelowy rodzaj relaksacji dielektrycznej, odpowiedni dla populacji jednakowych, idealnych, nieoddziałujących dipoli.
W funkcji czasu opisuje się ją zanikiem eksponencjalnym, a w funkcji częstotliwości – zespoloną podatnością lub przenikalnością dielektryczną.
Nazwa pochodzi od nazwiska holenderskiego fizyka Petera Debye’a, który sformułował model relaksacji dielektrycznej, za co między innymi otrzymał w 1936 r. nagrodę Nobla w dziedzinie chemii.

## Opis w funkcji czasu
Założeniem modelu relaksacji Debye’a jest, że liczba relaksujących (przechodzących do stanu podstawowego) dipoli jest proporcjonalna do liczby dipoli będących w stanie nierównowagowym, a prawdopodobieństwo relaksacji każdego dipola jest jednakowe:
{\displaystyle {\frac {dn}{dt}}=-{\frac {1}{\tau }}\cdot n,}
gdzie:
{\displaystyle n} – koncentracja dipoli będących w stanie nierównowagowym,
{\displaystyle {\tfrac {1}{\tau }}} – prawdopodobieństwo przejścia dipola do stanu równowagowego.
Mającą wymiar czasu stałą {\displaystyle \tau } nazywa się czasem relaksacji. Po rozdzieleniu zmiennych i scałkowaniu równania otrzymuje się zanikającą eksponencjalnie zależność koncentracji dipoli w stanie nierównowagowym od czasu:
{\displaystyle n(t)=n_{0}\,e^{-t/\tau }}
i odpowiadający jej wektor polaryzacji ośrodka:
{\displaystyle {\vec {P}}(t)=n_{0}\,e^{-{\frac {t}{\tau }}}\,{\vec {p}}=e^{-{\frac {t}{\tau }}}\,{\vec {P}}_{0}(t),}
gdzie:
{\displaystyle n_{0}} – początkowa koncentracja dipoli w stanie nierównowagowym,
{\displaystyle {\vec {p}}} – moment dipolowy pojedynczego dipola.

## Przejście do opisu w funkcji częstotliwości
By przejść do zależności wektora polaryzacji od przyłożonego sinusoidalnego pola elektrycznego w funkcji jego częstotliwości:
{\displaystyle {\vec {P}}(\omega )=\varepsilon _{0}\,\chi (\omega )\,{\vec {E}}(\omega ),}
należy znaleźć wyrażenie na podatność dielektryczną {\displaystyle \chi (\omega )}. W wyniku otrzymuje się zespoloną wielkość podatności:
{\displaystyle \chi (\omega )=\chi _{\infty }+{\frac {\chi _{s}-\chi _{\infty }}{1+j\omega \tau }},}
gdzie:
{\displaystyle \chi _{\infty }} – podatność dla bardzo wysokich częstości,
{\displaystyle \chi _{s}} – graniczna podatność niskoczęstościowa (statyczna).
Po rozdzieleniu na część rzeczywistą i urojoną:
{\displaystyle \chi '(\omega )=\chi _{\infty }+{\frac {\chi _{s}-\chi _{\infty }}{1+\omega ^{2}\tau ^{2}}},}
{\displaystyle \chi ''(\omega )={\frac {\chi _{s}-\chi _{\infty }}{1+\omega ^{2}\tau ^{2}}}\;\omega \tau .}
Część urojona podatności opisuje straty dielektryczne.
Podobne wyrażenia opisują przenikalność dielektryczną ośrodka:
{\displaystyle \varepsilon (\omega )=\varepsilon _{\infty }+{\frac {\varepsilon _{s}-\varepsilon _{\infty }}{1+j\omega \tau }}=\varepsilon _{\infty }+{\frac {\varepsilon _{s}-\varepsilon _{\infty }}{1+\omega ^{2}\tau ^{2}}}-j{\frac {\varepsilon _{s}-\varepsilon _{\infty }}{1+\omega ^{2}\tau ^{2}}}\;\omega \tau ,}
gdzie:
{\displaystyle \varepsilon _{\infty }} – przenikalność dla bardzo wysokich częstości,
{\displaystyle \varepsilon _{s}} – graniczna przenikalność niskoczęstościowa (statyczna).